# Les Foins
Les Foins est un tableau réalisé en 1877 par le peintre français Jules Bastien-Lepage (1848-1884). Il est exposé au Musée d'Orsay à Paris (salle no 58). Ses dimensions sont de 180 × 195 cm,. Il est parfois appelé Repos dans le champ, ou encore La Fenaison.

## Histoire
Le tableau a été présenté au public lors du salon de 1878 à Paris,.
Le tableau a été acheté par le Musée du Luxembourg lors de la liquidation de la succession de Bastien-Lepage, qui a eu lieu en 1885 à la galerie parisienne Georges Petit. Les conservateurs du musée du Luxembourg avaient le choix entre la toile de L'Amour au village et Les Foins. C'est cette dernière toile qui a finalement été choisie,, et L'Amour au village est entré dans la collection de tableaux de Sergueï Tretiakov (ru) puis dans celle du Musée des Beaux-Arts Pouchkine.
De 1929 jusqu'à 1980, le tableau Les Foins a fait partie des collections du musée du Louvre, mais en 1980, il a été transféré au musée d'Orsay, où il se trouve encore aujourd'hui.

## Description
Le tableau représente des paysans, un homme et une femme, qui se reposent d'un travail acharné. L'homme est allongé sur l'herbe fauchée, la figure cachée par un chapeau de paille, qui permet de voir sa barbe, mais pas le dessus de son visage. La jeune paysanne est assise, mais sa pose et l'expression de son visage expriment son épuisement extrême. Il faut remarquer la composition photographique de la toile : la ligne de l'horizon est située assez haut si bien que la plus grande partie de la toile est occupée à l'arrière-plan par de l'herbe fauchée et des meules, le ciel n'étant visible que sur une petite bande de toile,,.  

## Critiques
Émile Zola appelait Bastien-Lepage le « petit-fils de Jean-François Millet et de Gustave Courbet », et considérait ce tableau Les Foins comme un chef-d'œuvre du naturalisme en peinture.
La critique d'art Nina Iarovskaïa parlait ainsi de ce tableau :

« Les Foins est le meilleur tableau de Bastien-Lepage. Exposé au salon de Paris de 1878, il est loin des interprétations idylliques du thème paysan qui caractérise plusieurs de ses toiles. Il représente fidèlement des paysans allongés épuisés par le travail sous un soleil brûlant. La posture de la femme harassée de fatigue est très expressive avec ses mains baissées, sa tête légèrement rejetée en arrière. Le spectateur ressent l'épuisement de cette femme et les efforts nécessaires pour faire le moindre mouvement. L'authenticité qui se dégage des toiles de Bastien-Lepage était très appréciée par le peintre russe Ilia Répine. »